# Salvation (Alphaville)
Salvation è un album degli Alphaville, pubblicato nel 1997. Negli Stati Uniti fu invece pubblicato nel 1999 con una differente copertina e 3 bonus track. Wishful Thinking, Flame e Soul Messiah furono i singoli estratti (quest'ultimo solo nel mercato statunitense)

## Tracce
1. Inside Out – 5:17
2. Monkey in the Moon – 3:53
3. Guardian Angel – 4:14
4. Wishful Thinking – 3:48
5. Flame – 3:49
6. Point of Know Return – 5:52
7. Control – 3:31
8. Dangerous Places – 3:58
9. Spirit of Age – 4:31
10. Soul Messiah – 4:53
11. New Horizonts – 5:35
12. Pandora's Lullaby – 4:30
13. Life is King – 6:10 – solo nell'edizione statunitense
14. Wishful Thinking physical – 5:54 – solo nell'edizione statunitense
15. Monkey in the Moon demo – 4:43 – solo nell'edizione statunitense